# Bokros János
Bokros János (Sárkeresztúr, 1938. augusztus 9. – Székesfehérvár, 1989. augusztus 8.) tanár, költő.

## Életpálya
Bokros János 1938. augusztus 9-én született Sárkeresztúron, földműves családban. Édesapja gazdálkodó volt, édesanyja háztartásbeli. Gyermekkorát Sárkeresztúron töltötte, e kis faluban járt általános iskolába, ahol Tanka János tanár, költő nagy hatással volt rá, s egyengette az útját.
Középiskolai tanulmányait már a székesfehérvári József Attila Gimnáziumban kezdte meg, ahol 1952-56 között tanult. Osztályfőnöke Szénássy Mihály volt, magyartanára pedig Mohácsy Károly, akinek órái szintén életre szóló élménnyel ajándékozták meg. Továbbtanulni jelentkezett, az Eötvös Loránd Tudományegyetemre, bölcsésznek. Helyhiány miatt azonban jogászképzésre vették föl, s ugyan tanulmányait elkezdte, később átkérte magát magyar-történelem szakra. A második évtől itt folytathatta tanulmányait. Egyetemi évei alatt az Eötvös Kollégium lakója volt, amelynek pezsgő szellemi élete őt is magával ragadta. Verseket ekkor kezdett írni, s ezeket szerzői esteken, egyetemi pódiumon adta elő, szárnyukat bontogató költőtársaival együtt. Művei több újságban – például Egyetemi Lapok, Falusi Vasárnap, Fejér Megyei Hírlap, Pest Megyei Hírlap, Élet és Irodalom – megjelentek, s egy antológiában is szerepelt. Barátságot kötött többek között a szintén Sárkeresztúrról származó Bella Istvánnal, valamint Baranyi Ferenccel, akikkel költőként pályatársként indult.
Bokros János 1961-ben szerzett diplomát az ELTE-n mint magyar és történelem szakos tanár. A tanári pályát egy bicskei iskolában kezdte, ahol egy évig tanított, majd Székesfehérvárra került, ahol a Székesfehérvári Dolgozók Közgazdasági Technikumában és más intézmények esti tagozatán oktatta hallgatóit.
A József Attila Gimnáziumban 1967-től tanított magyart és történelmet.
1977-ben megnősült, egy gyermeke – Bokros Judit Erzsébet - született 1981-ben.
Az egyetemi évek után ezekben az időkben folytatta ismét rendszeresen az írást, verseit, prózai írásait gyakran publikálta a Fejér Megyei Hírlapban. Első önálló kötete 1985-ben jelent meg, Imádság örömért címmel, a Fejér Megyei Irodalmi Füzetek sorában. Második kötete, A hetedik napon címmel 1989-ben látott napvilágot a Vörösmarty Társaság kiadványaként, nem sokkal halála előtt.
Tanári munkáját 1980-ban Kiváló Munkáért kitüntető jelvénnyel ismerték el, 1988-ban Székesfehérvárért Emlékérmet kapott.
Hosszú betegség után, 1989. augusztus 8-án hunyt el Székesfehérváron, sírja itt, a Béla úti temetőben található.
Hátrahagyott 33 gyermekverset, amelyeket kötetbe szerkesztve, Mesék mezején címmel 2008-ban adott ki a Vörösmarty Társaság, a Lánczos Kornél-Szekfű Gyula Ösztöndíj Alapítvány és képviselők támogatásával. Ugyancsak ennek a székesfehérvári ösztöndíjnak köszönhetően készülhetett el a Bokros János emlékkönyv 2011-ben. 
Szülőfaluja, Sárkeresztúr emlékére Bokros János díjat alapított.

## Lírája
„Amikor szűkebb vagy tágabb szülőföldjéről, Sárkeresztúrról, a Sárvíz környékéről vagy Fehérvárról szólt, akkor is a világról beszélt” – írja Román Károly Bokros János emlékezete című elemzésében (Bokros János emlékkönyv).
„A történelemről, amely formálta, létrehozta gyermekkorának közösségeit, majd arról a folyamatról, amelyben az idegen érdekeket szolgáló hatalom szétzúzta az évszázados hagyományokat, életformákat, a falusi közösségeket, és menekülésre kényszerítette a lakosságot. Közben maga is megváltozott, kiszakadt gyermekkorának falusi társadalmából, életformát váltott, és egy merőben új kollektivum, az értelmiségi társadalom tagja lett.” Ez a kettősség - a megváltozott világ és benne a gyermekkor falusi társadalmának emléke – tette alapélményévé - Adyhoz hasonlóan - a szétszóródást.
Fontos, sokat szavalt verse a Fölépítjük a templomot, amelynek konok, kálvinista gesztusait egy nép megtartó erejének hite táplálja. „Bokros Temploma ugyanis nem egy hitbeli közösségé, nem egy gyülekezeté, hanem egy egész nép, nemzet megtartó hitének, összetartó szellemi erejének a szimbóluma.” – olvasható szintén Román Károly elemzésében.
A költő tisztelte a ritmust, a magyar és a nyugat-európai költészet hagyományait, az örökölt műfajokat, formákat, és akár az antik strófaszerkezeteket is fölhasználta. Ebből az örökségből kiindulva teremtett saját költészetet, s ugyan vidéken élt, ragaszkodott a szülőföldjéhez, költészete mégsem nevezhető provinciálisnak.

## Művei
- Imádság örömért – versek (1985)
- A hetedik napon – versek (1989)
- Mesék mezején – gyermekversek, posztumusz (2008)

## Díjai
- Kiváló Munkáért kitüntető jelvény (1980)
- Székesfehérvárért Emlékérem (1988)

## A posztumusz kötetekről
A Mesék mezején című gyermekverses kötetet 2008-ban, a könyvnapok rendezvényeinek sorában mutatták be Székesfehérváron, a kiadó Vörösmarty Társaság termében. A benne foglalt 33 verset szinte szerkeszteni sem kellett, hiszen azok sorrendjét Bokros János még életében összeállította. Az irodalmi esten Cserta Gábor és Cserta Balázs fehérvári zenészek adtak elő néhány megzenésített gyermekverset a könyvből, a társaság elnöke, Bakonyi István és Román Károly nyugalmazott tanár, irodalmár pedig értő szavakkal beszélt a költő értékeiről.
A könyvet Kovács Veronika látványos illusztrációi díszítik, a tervező Ivanics Zsolt.
A Bokros János emlékkönyvbe az Imádság örömért, A hetedik napon és a Mesék mezején kötetek mellett addig csak újságokban megjelent, kéziratban megmaradt válogatott versek kerültek bele, ezek mellett a kötet visszaemlékező írásokat tartalmaz a tanárra, költőre, barátra pályatársaktól, egykori tanítványoktól. A szerkesztést Román Károly segítette. Az emlékkönyv bemutatója 2011-ben, ugyancsak a könyvnapi rendezvények sorába illeszkedett, a helyszín ismét a kiadó Vörösmarty Társaság terme volt. Cserta Gábor és Cserta Balázs ezúttal az újdonságként megjelent válogatott versek közül is megzenésített néhányat, az esten pedig megjelent Baranyi Ferenc költő, író, műfordító is, az emlékező írások egyikének szerzőjeként.